# Mary Anne Barker

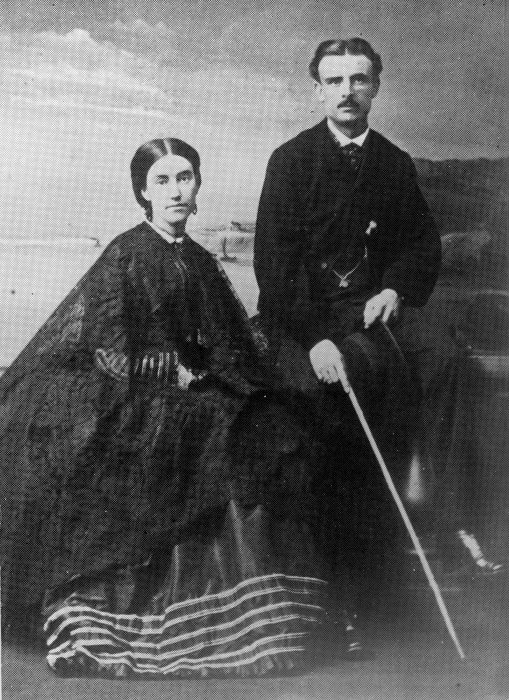
Mary Anne Barker mit ihrem Ehemann Frederick Broome (um 1866)

Mary Anne Barker (Geburtsname: Mary Anne Stewart; Alternativname: Mary Anne Broome; * 29. Januar 1831 in Spanish Town, Jamaika; † 6. März 1911 in London) war eine britische Schriftstellerin, die zahlreiche Bücher über ihre Erfahrungen und Erlebnisse als Siedlerin und Schafzüchterin in Neuseeland verfasste und damit einen ersten Einblick in das Leben der dortigen Kolonisten Mitte des 19. Jahrhunderts gab. Sie war in zweiter Ehe mit dem Kolonialbeamten Frederick Broome verheiratet und verarbeitete das Leben in der Kolonie Natal, Mauritius, Western Australia und Trinidad ebenfalls in literarischen Werken.

## Leben

### Ehe mit George Robert Barker und Kinder
Mary Anne Stewart war die älteste Tochter des britischen Kolonialbeamten Walter George Stewart, der zuletzt Sekretär der Kolonialverwaltung Jamaikas war. Nachdem die Familie 1833 nach England zurückgekehrt war, erhielt sie dort ihre schulische Ausbildung. 1852 heiratete sie in erster Ehe George Robert Barker, einen Offizier der Royal Artillery, der für seine herausragenden Verdienste im indischen Aufstand von 1857 im Jahr 1859 zum Knight Bachelor geschlagen wurde und fortan den Namenszusatz „Sir“ führte. Aus dieser Ehe gingen der 1853 geborene Sohn John Stewart Barker sowie der 1857 geborene Sohn Walter George Barker hervor.
Während sie während der Kriegseinsätze ihres Ehemanns im Krimkrieg 1856 und im indischen Aufstand 1857 in England blieb, reiste sie ihm mit den beiden Söhnen 1860 während der Indigo-Unruhen nach Bengalen nach, wo dieser im Juli 1861 verstarb.

### Ehe mit Frederik Broome, Schafzucht in Neuseeland und Rückkehr nach England
Anschließend kehrte Mary Anne Barker mit ihren beiden Söhnen nach England zurück und lebte dort bei ihrer Familie, ehe sie 1865 den elf Jahre jüngeren britischen Unternehmer und späteren Kolonialbeamten Frederick Napier Broome kennen lernte, den sie am 21. Juni 1865 in Shropshire heiratete. Während ihre Söhne ihre Schulausbildung in England fortsetzten, reise sie mit ihrem Mann auf der HMS Albion nach Neuseeland, wo sie zusammen mit 300 Goldgräbern im Oktober 1865 in Lyttelton ankamen. Dort erwarb Broome am 8. Februar 1866 zusammen mit seinem Geschäftspartner H. P. Hill die 9700 Acre große Schaffarm Steventon am Südufer des Selwyn River/Waikirikiri in der Region Canterbury. Vorheriger Besitzer dieser Farm war Richard Knight, ein Neffe der Schriftstellerin Jane Austen, der die Farm nach dem Haus seiner Tante in Hampshire benannt hatte.
Noch während ihres Aufenthalts in einer Pension in Christchurch wurde am 12. März 1866 der erste Sohn von ihr und Broome, Hopton Napier Broome, geboren. Kurz darauf bezogen sie ihr erstes Haus, Broomielaw, wo ihr Sohn bereits zwei Monate nach seiner Geburt verstarb. Trotz dieses Schicksals folgten „drei höchst glückliche Jahre“ (‚three supremely happy years‘). Nachdem Broome durch großen Schneesturm von 1867 4000 seiner 7000 Schafe verloren hatte, verkaufte er im Dezember 1868 seinen Anteil an Steventon Farm und kehrte mit seiner Ehefrau, die sich mittlerweile auch Lady Barker nannte, nach England zurück.

### Beginn der schriftstellerischen Laufbahn

#### Station Life in New Zealand
In London nahmen beide eine Tätigkeit als Journalist auf. Broome verfasste Artikel für die Tageszeitung The Times sowie die Zeitschriften The Cornhill Magazine und Macmillan’s Magazine sowie zwei Gedichtbände, wurde aber in der schriftstellerischen Arbeit von seiner Ehefrau übertroffen.
Auf Veranlassung ihres Freundes, des Verlegers Alexander Macmillan, veröffentlichte sie 1870 Station Life in New Zealand, eine Sammlung von Briefen, die sie an ihre jüngere Schwester Jessie Stewart geschrieben hatte. Dieses sehr erfolgreiche Buch, das in mehreren Neuauflagen sowie in französischer und deutscher Übersetzung erschien, begründete Mary Anne Barkers literarische Laufbahn. Innig in der Sprache und geschrieben mit einer ansteckenden Begeisterung für das pionierhafte Leben, erzählt das Buch von den Launen der Haushaltsführung und der Unterhaltung der Schafzuchtfarm im Hochland, die Aufregungen bei den Ausritten, die Jagd nach Wildtieren und das Abbrennen der Grasbüschelflächen, aber auch von den natürlichen Gefahren von Schneestürmen und Überschwemmungen. Ihre erfrischende unkonventionelle Haltung wird offensichtlich bei der Beschreibung der Verfolgung von Wildrindern:
„Ich fürchte, dass es sich nicht nach einer sehr ordentlichen und weiblichen Beschäftigung anhört, aber ich genieße es durch und durch, und ich bedecke mich selbst mit Ruhm und Ehre durch meine Kraft, den ganzen Tag, den ich umher laufe.“
‚I am afraid that it does not sound a very orderly and feminine occupation, but I enjoy it thoroughly, and have covered myself with glory and honour by my powers of walking all day.‘

#### Station Amusements in New Zealand, andere Werke und Wirken
Mary Anne Barkers nächste veröffentlichte Arbeit war A Christmas Cake in Four Quarters (1872), die eine Geschichte für Kinder über Weihnachten in Steventon enthielt. Travelling about over old and new Ground wurde ebenfalls 1872 veröffentlicht, während 1873 mit Station Amusements in New Zealand eine Fortsetzung von Station Life in New Zealand erschien. Darin schrieb sie in einem ähnlich unterhaltenden Stil wie in ihrem ersten Buch über Vergnügungen wie Fischen von Aalen, Schweinezucht, Eislaufen und Rodeln in Canterbury. Zur Erbauung zukünftiger Kolonialisten lieferte sie Informationen aus erster Hand über Probleme wie das Kaufen von Weiden in Neuseeland, den Umgang mit Prahlern und Bediensteten, und dem Leisten von Erster Hilfe. Obwohl sie aus der Sicht einer englischen Frau der oberen Mittelklasse geschrieben waren, deren Erfahrungen in gewisser Weise atypisch waren, zeichneten Station Life und Station Amusements ein lebendiges Bild des Koloniallebens in Neuseeland.
Mary Anne Barker, die als „feine große Frau, mit wohlgestalteten Proportionen und etwas entschiedenen Manieren“ („a fine tall woman, with well-marked features and a somewhat decided manner“) beschrieben wurde, glich durch ihren Charme das aus, was ihr an körperlicher Schönheit fehlte. Sie interessierte sich für nahezu alles in ihrer Umgebung, besonders für Vögel und Tiere, und war voller Sorge für das Wohlergehen ihrer Angehörigen und Nachbarn. Sie offenbarte eine Anpassungsfähigkeit und seinen Sinn für Humor, die ihr sowohl als Reisende als auch als Schriftstellerin dienten. Tatsächlich charakterisierten ihr Einfallsreichtum und ihre Energie als Siedlerin sie auch in ihrem restlichen Leben.
Ihr literarisches Schaffen zwischen 1870 und 1880 war erstaunlich. Sie veröffentlichte 15 Bücher über Themen, die vom Reisen bis zu Kindergeschichten, Inneneinrichtung bis Kochen handelten. Bezogen auf ihre Fähigkeiten als Köchin, die sie in Neuseeland anzueignen gezwungen war, veröffentlichte sie 1874 First Lessons in the Principles of Cookery. Dies führte dazu, dass sie zu ersten weiblichen Leiterin der neuen Nationalen Ausbildungsschule für Kochen (National Training School for Cookery) in South Kensington wurde.
Aus der Ehe von Frederick Broome und Mary Anne Barker, die 1874 auch Herausgeberin der Familienzeitschrift Evening Hours wurde, gingen zwei weitere Söhne hervor, der 1870 geborene Guy Saville Broome, sowie Louis Egerton Broome, der 1875 geboren wurde.

### Leben in Natal, Mauritius, Western Australia und Trinidad sowie literarisches Spätwerk
Nachdem Frederick Broome im Februar 1875 Kolonialsekretär der Provinz Natal geworden war, reiste Mary Anne Barker mit ihren Söhnen Mitte 1875 zu ihm, ehe sie mit den Söhnen 1877 nach England zurückkehrte, wo sie ihre wichtigsten Erfahrungen in Natal in A Year’s Housekeeping in South Africa veröffentlichte. Auch nach der Ernennung ihres Mannes zum Vizegouverneur von Mauritius 1880 lebte sie mit diesem zusammen, ehe sie nach der Erkrankung an Malaria 1881 gezwungen war, erneut nach England zurückzukehren.
Im Dezember 1882 wurde Broome zum Gouverneur von Western Australia ernannt. Im Frühjahr 1883 reiste sie mit ihrem Mann und dem jüngsten Sohn Louis von Mauritius nach Australien, während ihr Sohn Guy zum Schulbesuch in England blieb. Wenngleich Broomes jähzorniges Temperament dazu führte, dass er sich als Gouverneur einige Feinde machte, verbrachten sie sechs glückliche und ereignisreiche Jahre in Western Australia. Neben ihren zahlreichen zeremoniellen Pflichten und Aufgaben als Ehefrau des Gouverneurs, verfasste Mary Anne Barker Letters to Guy (1885), eine lebendige Beschreibung ihres ersten Jahres in Australien, und gab auch die Reisebücher ihrer Freundin Anna Brassey heraus. Nachdem ihr Mann 1884 zum Knight Commander des Order of St. Michael and St. George geschlagen und sich fortan „Sir“ nennen durfte, führte sie den Namen Lady Broome.
1889 verließ die Familie Australien und begab sich 1891 nach Trinidad, nachdem Broome zum dortigen Gouverneur ernannt worden war. Sein früher Tod am 26. November 1896 führte dazu, dass sich Mary Anne Barker in einer schwierigen Lage ohne ausreichende finanzielle Mittel befand. Nach einer Eingabe an die Regierung von Western Australia wurde ihr von dort 1897 eine jährliche Witwenpension von 150 Pfund Sterling garantiert. Dies ermöglichte ihr, dass sie die letzten Lebensjahre ohne Not im Londoner Stadtteil Eaton Terrace leben konnte. In dieser Zeit verfasste sie neben Artikeln auch ihr letztes Buch Colonial Memories, das 1904 erschien.

## Veröffentlichungen
- Station Life in New Zealand, 1870
- Spring Comedies, 1871
- A Christmas Cake in Four Quarters, 1872
- Travelling about over old and new Ground, 1872
- Station Amusements in New Zealand, 1873
- First Lessons in the Principles of Cookery, 1874
- Sibyl’s Book, 1874
- Houses and Housekeeping, 1876
- A Year’s Housekeeping in South Africa, 1877
- The Bedroom and Boudoir, 1878
- Letters to Guy, 1885
- Colonial Memories, 1904

## Hintergrundliteratur
- A. Hasluck: Lady Broome. In: Historical Studies: Australia and New Zealand 7, Nr- 27 (Nov. 1956), S. 291–302.
- Betty Gilderdale: The seven lives of Lady Barker. David Bateman, Auckland 1996, ISBN 1-86953-289-9.
- Zenón Luis-Martínez, Jorge Figueroa-Dorrego (Hrsg.): Re-shaping the Genres. Restoration Women Writers. Lang, Bern (u. a.) 2003, ISBN 3-906769-86-0.